# Skrivbok
Skrivbok eller skrivhäfte är en boktyp som kan syfta på olika böcker avsedda att skriva i. Det kan vara en bok eller ofta ett häfte som används för skrivövningar inom skolundervisning. Skrivbok kan även syfta på anteckningsbok eller det som från 1600-talet till mitten av 1900-talet gick under samlingsnamnet kontorsbok, det vill säga journal och liknande.